# Martiros
Martiros (in armeno Մարտիրոս?) è un comune di 662 abitanti (2001) della Provincia di Vayots Dzor in Armenia.